# 작은 거인 (1993년 영화)
"작은 거인"(Little Giant)은 한국에서 제작된 김정용 감독의 1993년 액션, 드라마 영화이다. 윤철형 등이 주연으로 출연하였고 한현숙 등이 제작에 참여하였다.

## 출연

### 주연
- 윤철형
- 박수진

### 조연
- 홍성영
- 김종태
- 이강조
- 정일모
- 추진영
- 박수정
- 황인조
- 차룡
- 유일문

## 기타
- 조명: 한회창
- 녹음: 강대성
- 무술연출: 최강호
- 효과: 양대호